# Dalaborg
Dalaborg är en ruin efter en medeltida borg belägen på en udde strax norr om Dalbergsåns utlopp i Vänern i Bolstads socken i nuvarande Melleruds kommun i östra Dalsland. Dalaborg byggdes 1304 och förstördes 1434 under Engelbrektsfejden. 

## Historia
Dalaborg uppfördes år 1304 av de svenska hertigarna Erik och Valdemar Magnusson. Erikskrönikan beskriver hur traktens bönder under hårt tvångsarbete dag som natt tvingas bygga upp borgen åt hertigarna:
the gesto eth land som heter Dala 
ok bygdo ett hus heet Dalaborg. 
De bönder waro ey utan sorgh, 
ther skulle till bade bära och dragha 

oc ärwoda til bade näter och dagha
Dalaborg, eller Dalahus som det även kallades, var en del av hertigarnas expanderande västsvenska maktbas där de både utmanade sin äldre bror kung Birger Magnusson av Sverige samt den norska och danska kungamakten. Dalaborg belägrades omgående av kung Birgers styrkor men lyckades motstå belägringen. Hertig Eriks norska maktambitioner med skiftande allianser och gränskrig ledde till att norska styrkor under Helge Baat belägrade borgen år 1310. De ska ha drivits tillbaka av borgens befälhavare. Striderna mellan norrmän och svenskar beskrivs i Erikskrönikan:
De drabbade då samman på en vall, 
svärden klungo och bredyxan small
(Tolkat utifrån Cederschiöld)
År 1388 ska den blivande unionsdrottningen Margareta vid ett möte på Dalaborg med svenska stormän blivit erkänd som Sveriges "fullmäktiga fru och rätta husbonde” i opposition till den svenske kungen Albrekt av Mecklenburg, i det så kallade Dalaborgtraktaten. Senare källor säger dock att denna traktat istället undertecknades på Bohus slott.
Borgen var ett politiskt och militärt centrum i området fram till 1430-talet. Dalaborgs medeltida historia tog slut under Engelbrektsfejden. Enligt Karlskrönikan styrdes då Dalaborg av den danske fogden Palle Jonsson. Borgen kom att belägras år 1434 av upprorsstyrkor under ledning av väpnaren Peder Ulfsson intågande från Värmland. De huvudsakligen dalsländska och värmländska bondekrigarna fick utstå stora förluster, bland annat av borgens ”byssor” (kanoner) men segrade till slut. Fogden kapitulerade med löfte om fri lejd och borgen brändes och förstördes för att aldrig mer återuppbyggas.

## Utgrävningar och rekonstruktion

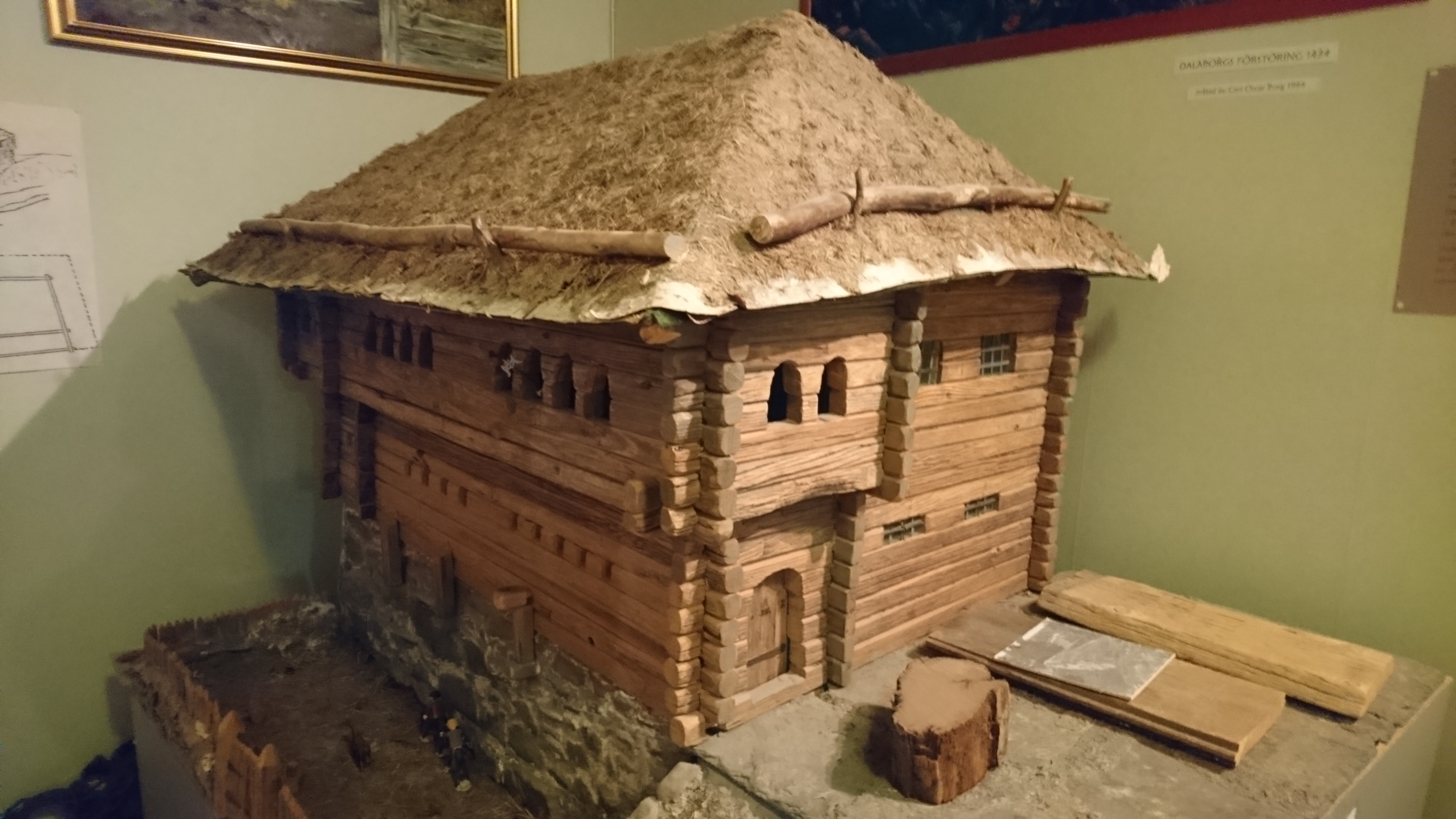
Fri rekonstruktion på Melleruds museum

Dalaborgs aktiva historia som medeltida borg blev kort. Krönikorna som beskriver delar av dess historia lämnar ut ytterst lite information om själva borgen, både dess utseende, syfte och om det dagliga livet inuti. Efter att i flera hundra år varit borta ur det allmänna medvetandet började utforskningar göras under 1930-talet vilket resulterade i en stor utgrävning åren 1938–39 under ledning av arkeologen Bengt Söderberg.
En mängd arkeologiska fynd anträffades vid Bengt Söderbergs utgrävning. Bland fynden finns en mängd vardagsföremål (krukskärvor, blosshållare, borrar, brynsten, eldstål, delar av kopparfat, hammare, hästskor, knivar, lås, mungigor, mejslar, nycklar, sax, sporrar, stigbygel, söljor, tärning, yxa, schackpjäser och spelbrickor, skära, en radbandspärla, en påbörjad islägg) men även militära föremål (bl.a. en armborstspännare och många pilspetsar). Föremålen härstammar från medeltiden och den period när Dalaborg användes.
Utgrävningarna visade Dalaborg som ett blockhus med stengrund utbyggd från klippan och en  överbyggnad i trä. Utifrån rester av tidigare golvlager drog forskare slutsatsen att platsen varit bebyggd två gånger innan borgens uppförande. Platsen i sig är strategiskt viktig, då den övervakar inloppet till Dalbergsån och borgen kan undsättas sjövägen.
Inga källor finns om Dalaborgs faktiska utseende, fria gestaltningar baseras istället på Söderbergs egna rekonstruktioner. En variant finns i modell på Melleruds museum, med den schweiziska borgen Mammertshofen som förlaga.